# Vicente Cebrián Ferrer
Vicente Cebrián Ferrer (Barcelona, 6 de juliol de 1906 - Palma, 3 de novembre de 1985) va ser un ciclista català que va córrer entre 1927 i 1932. De la seva carrera esportiva destaca la victòria d'etapa a la Volta a Catalunya de 1931.
El seu germà José, també es dedicà al ciclisme.

## Palmarès
- 1924
- 1r a la Copa Faura (Barcelona)
- 1925
- 1r a la Cursa Freixenet (El Vendrell)
- 1r al Campionat de la Unió Ciclista La Bordeta
- 2n al Circuit del Penedès (Sants-El Vendrell-Sants)
- 2n a la Cursa de la Unió Ciclista Terrassa
- 2n al Campionat de Les Corts (Barcelona)
- 3r al Campionat de Manresa
- 1927
  - 1r al Campionat de Barcelona de ciclisme-Trofeu Joan Fina
  - 1r al Campionat de la Unió Ciclista La Bordeta
  - 1r a les 3 Hores a l'americana de Reus (amb José Cebrián Ferrer)
- 1928
- 1r al Gran Premi Oscar Egg de Sants
- 1r a la Cursa a l'americana de Reus (del 22 d'abril, amb José Cebrián Ferrer)
- 1r a la Cursa a l'americana de Reus (del 25 d'agost, amb José Cebrián Ferrer)
- 1r a les 3 Hores a l'americana de l'Agrupació Ciclista Reus Deportiu (amb Josep Maria Sans)
- 4t al Campionat de Barcelona-Trofeu Terrot
- 1929
  - 4t a la Volta a Llevant
- 1930
- 5è al Campionat de Catalunya
- 1931
  - Vencedor de la setena etapa a la Volta a Catalunya
  - 1r al Campionat de Barcelona-Trofeu Joan Fina[2]
- 1933
  - 1r al Campionat de Catalunya de ciclisme